# Юэсю
Юэсю́ (кит. упр. 越秀, пиньинь Yuèxiù) — район города субпровинциального значения Гуанчжоу провинции Гуандун. Юэсю — финансовый, политический и культурный центр Гуанчжоу.

## История
Со времён самых первых государств в истории Китая именно здесь размещались органы власти всех административных единиц, управлявших землями современного Гуандуна.
В имперское время в Китае не было «населённых пунктов»: то, что европейские путешественники называли «городами», с точки зрения китайской системы было просто более урбанизированными частями административных единиц, никак с формальной точки зрения не отделёнными от прочей их территории (эти «города» не имели ни отдельной администрации, ни отдельного бюджета — ничего). После Синьхайской революции новые республиканские власти взяли курс на вестернизацию страны, и в 1921 году был официально образован первый город — город Гуанчжоу. Эти места стали частью новообразованного города.
Войска китайских коммунистов вошли в Гуанчжоу на завершающем этапе гражданской войны, 14 октября 1949 года. В 1950 году был образован район Юэсю, названный так по находящейся на его территории горе Юэсюшань. В 1952 году район Юэсю был переименован в Северный район (北区). В 1960 году Северный район был объединён с частью земель Центрального района в район, опять получивший название Юэсю.
Постановлением Госсовета КНР от 28 апреля 2005 года к району Юэсю был присоединён район Дуншань (东山区), а также часть земель районов Байюнь и Тяньхэ.

## Административное деление
Район делится на 18 уличных комитетов.

## Экономика
В районе Юэсю расположено несколько оптовых рынков и торговых центов, которые специализируются на торговле предметами домашнего обихода (подушки, настенные часы, небольшие украшения и другие элементы декора) и автомобильными комплектующими (лампы, фары, стоп-сигналы, напольные коврики, зарядные устройства и другие аксессуары). 

## Транспорт
Через реку Чжуцзян перекинуто 5 мостов, по двум из которых проходят автомагистрали Донху и Внутренняя кольцевая автодорога.
В Юэсю сходится несколько линий метрополитена Гуанчжоу: 
- В западной части с севера на юг проходит Вторая линия (станции Guangzhou Station, Yuexiu Park, Sun Yat-sen Memorial Hall, Gongyuanqian и Haizhu Square).
- На севере с запада на восток проходит Пятая линия (станции Guangzhou Station, Xiaobei, Taojin, Ouzhuang, Zoo, Yangji и Wuyangcun).
- В центре с запада на восток проходит Первая линия (станции Yangji, Dongshankou, Martyrs Park, Peasant Movement Institute, Gongyuanqian и Ximenkou).
- С северо-востока на юг и затем на запад проходит Шестая линия (станции Yide Lu, Haizhu Square, Beijing Lu, Tuanyida Square, Donghu, Dongshankou, Ouzhuang и Huanghuagang).

## Культура
Вокруг холма Юэсю (Юэсюшань) раскинулся одноимённый парк. Здесь расположен футбольный стадион Юэсюшань, регулярно проводится фестиваль цветных фонарей. 
Также в районе расположен Народный парк — первый общественный парк города.